# تحصیلات تکمیلی

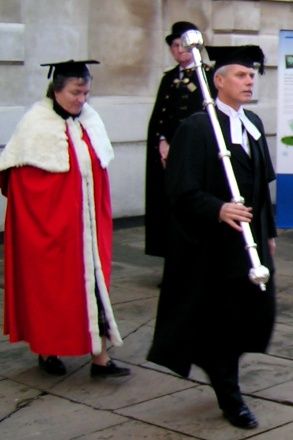
جشن فارغ‌التحصیلی در دانشگاه کمبریج

تحصیلات تکمیلی شامل تحصیل برای درجه یا دیگر مدارک تحصیلی است که الزاماً به مدرک کارشناسی نیاز دارند، و به طور کلی به عنوان بخشی از آموزش عالی در نظر گرفته می‌شود. 
سازمان و ساختار تحصیلات تکمیلی در کشورهای مختلف و نیز در نهادهای گوناگون در داخل کشورها ، بسیار متفاوت است.

## تاریخچه
اگرچه نظام‌های آموزش عالی به یونان باستان، ایران باستان، روم باستان، چین، هند قدیم و شبه‌جزیره عربستان باز می‌گردد، اما مفهوم تحصیلات تکمیلی به اعطای درجه‌های مختلف و تاریخچه آن به دانشگاه‌های اروپایی قرون وسطی به ویژه دانشگاه‌های ایتالیایی باز می‌گردد. تحصیلات دانشگاهی برای درجه کارشناسی تا ۶ سال و برای کارشناسی ارشد یا دکترا تا ۱۲ سال به طول می‌انجامد.
اهمیت عمده تحصیلات تکمیلی در این بود که برای فردی که چنین درجه‌ای اخذ می‌کرد پروانه‌ای برای تدریس وی بود.
(واژه «دکتر» از ریشه  docere لاتین است به معنی «آموزش دادن»).